# Buxières-d'Aillac
Buxières-d'Aillac é uma comuna francesa na região administrativa do Centro, no departamento Indre. Estende-se por uma área de 24,6 km². Em 2010 a comuna tinha 254 habitantes (densidade: 10,3 hab./km²).